# Copiapoa longispina
Copiapoa longispina es una especie de planta suculenta perteneciente al género Copiapoa, dentro de la familia Cactaceae. Es endémica del norte de Chile (concretamente del desierto de Atacama).

## Descripción
Copiapoa longispina es una especie de cactus que crece generalmente solitario y rara vez forma hijuelos en la base. Los tallos son de color gris verdoso a verde oscuro (en ocasiones casi negro) y su forma va de subglobular a algo alargada. Miden de 7 a 10 cm de diámetro y hasta 10 cm de largo, y están cubiertos de cera grisácea. Son de consistencia dura y tienen el ápice deprimido con lana blanca. Sus raíces son largas y tuberosas, unidas al tallo mediante una constricción en forma de cuello largo y estrecho.
Presentan de 8 a 15 costillas divididas en grandes tubérculos cónicos de 1 cm de altura. Sobre ellas se asientan areolas redondo-ovaladas cubiertas de lana blanquecina y separadas unas de otras hasta 1 cm de distancia. Tienen espinas aciculares de color marrón negruzco, generalmente de forma recta, aunque algunas veces aparecen curvadas. Se distinguen de 1 a 2 espinas centrales gruesas de 5 a 6 cm de largo y de 7 a 10 espinas radiales delgadas de hasta 3 cm de longitud.
Las flores nacen en el ápice de los tallos y miden hasta 3,5 cm de largo. Son de color amarillo, tienen forma de embudo y están fuertemente perfumadas. Las piezas interiores del perianto es de color amarillo pálido y a menudo aparece con las puntas de color rojo. Los frutos son redondos y de color rojo a violeta oscuro. Miden hasta 0,8 cm de largo y contienen en su interior semillas de color negro de 1,5 mm de ancho.

## Distribución y hábitat
El área de distribución nativa de esta especie es el norte de Chile (concretamente en el desierto de Atacama) y crece principalmente en biomas desérticos o de matorrales secos. Se desarrolla en pequeñas colinas expuestas a la humedad de las neblinas costeras. 

## Taxonomía
Copiapoa longispina fue descrita por el botánico alemán Friedrich Ritter y publicada por primera vez en la revista científica Taxon 12: 31 en el año 1963.

Etimología
- Copiapoa: nombre genérico que hace referencia a la ciudad de Copiapó, ubicada en el desierto de Atacama, lugar donde se encuentran la mayoría de las especies de este género.
- longispina: epíteto específico que proviene de las palabras latinas longus (que significa "largo") y spina (que significa "espina"), haciendo referencia a las características espinas largas de la especie.[4]

## Estado de conservación
En la Lista Roja de Especies Amenazadas de la UICN, la especie está clasificada como “En Peligro Crítico (CR)”.
Las principales amenazas que sufre la especie se deben al deterioro del hábitat por efecto de la disminución en las precipitaciones por el cambio climático, la recolección ilegal, la minería y la construcción de caminos.

## Usos
Se cultiva principalmente como planta ornamental y su propagación se realiza a través de semillas.